# چوق الف اجتماعی

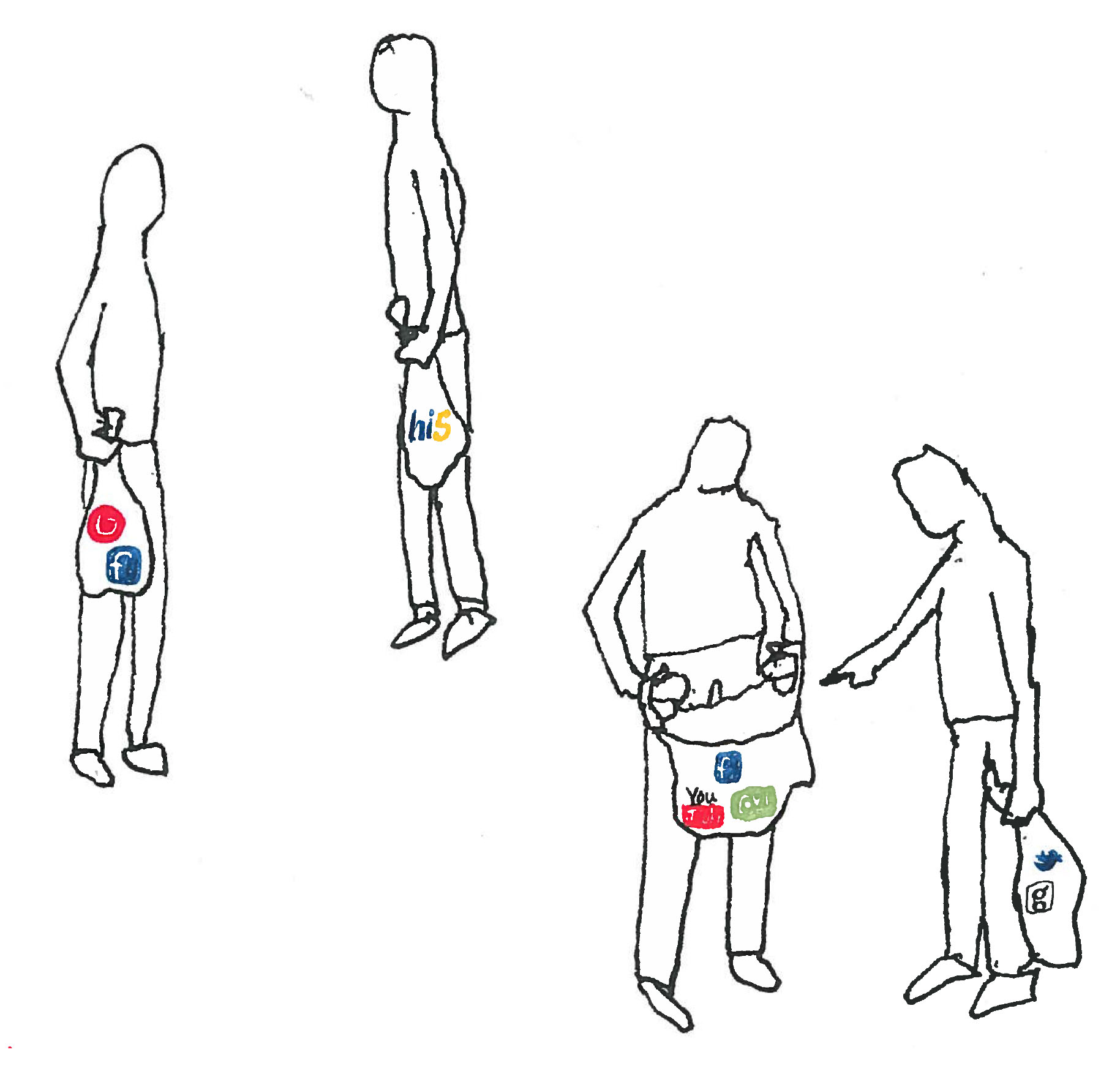
چوق الف اجتماعی

چوق الف اجتماعی (به انگلیسی: Social bookmarking) یک خدمت برخط است که به کاربران امکان اضافه کردن، حاشیه نویسی، ویرایش و به اشتراک گذاری چوق الف‌های صفحات وب را می‌دهد. بسیاری از خدمات مدیریت برخط چوق الف از سال ۱۹۹۶ راه اندازی شده‌اند. دلیشز که در سال ۲۰۰۳ تأسیس شد، عبارات «چوق الف اجتماعی» و «برچسب زدن» را محبوب کرد. برچسب زدن یک ویژگی قابل توجه در سیستم‌های چوق الف اجتماعی است و به کاربران این امکان را می‌دهد که نشانک‌های خود را سازماندهی کرده و واژگان مشترک را که به عنوان رده‌بندی مردمی شناخته می‌شوند، توسعه دهند.